# Сема Юріка
Сема Юріка (нар. 25 грудня 1986) — колишня японська тенісистка.
Найвищу одиночну позицію світового рейтингу — 142 місце досягла 30 листопада 2009, парну — 150 місце — 19 квітня 2010 року.
Здобула 3 одиночні та 14 парних титулів туру ITF.
Завершила кар'єру 2015 року.

## Фінали ITF

### Одиночний розряд: 16 (3–13)
| турніри $100,000 |
| турніри $75,000  |
| турніри $50,000  |
| турніри $25,000  |
| турніри $10,000  |

| Результат | Ранг | Дата              | Турнір                   | Покриття | Суперниця        | Рахунок          |
| --------- | ---- | ----------------- | ------------------------ | -------- | ---------------- | ---------------- |
| Поразка   | 1.   | 26 вересня 2004   | ITF Хіросіма, Японія     | Трава    | Емілі Г'юсон     | 1–6, 6–7(6)      |
| Перемога  | 1.   | 31 жовтня 2004    | ITF Токіо, Японія        | Тверде   | Еріка Такао      | 3–6, 7–6(4), 6–1 |
| Поразка   | 2.   | 3 вересня 2006    | ITF Ґуанчжоу, КНР        | Тверде   | Сунь Шеннань     | 2–6, 4–6         |
| Поразка   | 3.   | 18 березня 2007   | ITF Перт, Австралія      | Тверде   | Кейсі Деллаква   | 2–6, 1–6         |
| Поразка   | 4.   | 26 жовтня 2008    | ITF Порт-Пірі, Австралія | Тверде   | Мелані Саут      | 3–6, 4–6         |
| Поразка   | 5.   | 30 листопада 2008 | ITF Перт, Австралія      | Тверде   | Моніка Вейнерт   | 6–7(8), 5–7      |
| Поразка   | 6.   | 8 березня 2009    | ITF Сідней, Австралія    | Тверде   | Чжоу Імяо        | 3–6, 4–6         |
| Перемога  | 2.   | 7 червня 2009     | ITF Коморо, Японія       | Ґрунт    | Нара Курумі      | 6–3, 1–6, 6–4    |
| Поразка   | 7.   | 19 липня 2009     | ITF Звевегем, Бельгія    | Ґрунт    | Кірстен Фліпкенс | 3–6, 3–6         |
| Поразка   | 8.   | 7 березня 2010    | ITF Сідней, Австралія    | Тверде   | Ярміла Вулф      | 3–6, 3–6         |
| Перемога  | 3.   | 6 березня 2011    | ITF Сідней, Австралія    | Тверде   | Фудзівара Ріка   | 6–4, 5–7, 7–6(2) |
| Поразка   | 9.   | 29 травня 2011    | ITF Чханвон, Корея       | Тверде   | Шанель Сіммондс  | 2–6, 2–6         |
| Поразка   | 10.  | 5 червня 2011     | ITF Кімчхон, Корея       | Тверде   | Ю Мі             | 3–6, 6–3, 1–6    |
| Поразка   | 11.  | 17 жовтня 2011    | ITF Сеул, Корея          | Тверде   | Сє Шувей         | 1–6, 0–6         |
| Поразка   | 12.  | 25 березня 2013   | ITF Бандаберг, Австралія | Ґрунт    | Вікторія Раїчіч  | 4–6, 3–6         |
| Поразка   | 13.  | 14 вересня 2013   | ITF Інчхон, Корея        | Тверде   | Еріка Сема       | 3–6, 4–6         |

### Парний розряд: 27 (14–13)
| турніри $100,000 |
| турніри $75,000  |
| турніри $50,000  |
| турніри $25,000  |
| турніри $10,000  |

| Результат | Ранг | Дата            | Турнір                      | Покриття | Партнерка       | Суперниці                                | Рахунок          |
| --------- | ---- | --------------- | --------------------------- | -------- | --------------- | ---------------------------------------- | ---------------- |
| Поразка   | 1.   | 29 вересня 2006 | ITF Токіо, Японія           | Тверде   | Танака Марі     | Ліга Декмеєре > Такасе Аямі              | 6–7(3), 3–6      |
| Поразка   | 2.   | 14 квітня 2007  | ITF Джексон, США            | Ґрунт    | Намігата Дзюнрі | Ева Грдінова Міхаела Паштікова           | 6–7(5), 6–7(3)   |
| Перемога  | 1.   | 26 жовтня 2007  | ITF Траралґон, Австралія    | Тверде   | Еріка Сема      | Кортні Негл Робін Стівенсон              | 6–2, 6–2         |
| Поразка   | 3.   | 18 травня 2008  | ITF Куруме, Японія          | Килим    | Сема Еріка      | Чжан Кайчжень Хванг І-Хсюань             | 3–6, 6–2, [6–10] |
| Перемога  | 2.   | 24 травня 2008  | ITF Наґано, Японія          | Килим    | Сема Еріка      | Маекава Аяка Хванг І-Хсюань              | 6–3, 2–6, [10–7] |
| Перемога  | 3.   | 31 травня 2008  | ITF Ґумма, Японія           | Килим    | Сема Еріка      | Чжан Кайчжень Хванг І-Хсюань             | 6–4, 2–6, [10–7] |
| Поразка   | 4.   | 6 вересня 2008  | ITF Цукуба, Японія          | Тверде   | Макі Арай       | Чжань Цзіньвей Хванг І-Хсюань            | 0–6, 4–6         |
| Поразка   | 5.   | 17 жовтня 2008  | ITF Маунт-Гамбір, Австралія | Тверде   | Мікі Міямура    | Наталі Грандін Робін Стівенсон           | 4–6, 2–6         |
| Поразка   | 6.   | 30 травня 2009  | ITF Ґумма, Японія           | Килим    | Сема Еріка      | Сюй Веньсінь Танака Марі                 | 3–6, 6–1, [7–10] |
| Поразка   | 7.   | 19 липня 2009   | ITF Звевегем, Бельгія       | Ґрунт    | Орелі Веді      | Олена Чалова Дарія Юрак                  | 1–6, 4–6         |
| Поразка   | 8.   | 2 серпня 2009   | ITF Бад-Заульгау, Німеччина | Ґрунт    | Дарія Юрак      | Ганне Скак Єнсен Юганна Ларссон          | 2–6, 3–6         |
| Поразка   | 9.   | 9 жовтня 2009   | ITF Маунт-Гамбір, Австралія | Тверде   | Сема Еріка      | Олівія Роговська Емілі Веблі-Сміт        | 1–6, 7–5, [7–10] |
| Перемога  | 4.   | 16 жовтня 2009  | ITF Порт-Пірі, Австралія    | Тверде   | Сема Еріка      | Аленка Губачек Бояна Бобушич             | 6–1, 7–5, [10–6] |
| Перемога  | 5.   | 19 вересня 2010 | ITF Дарвін, Австралія       | Тверде   | Куміко Їдзіма   | Аленка Губачек Теммі Петтерсон           | 6–4, 6–1         |
| Перемога  | 6.   | 26 вересня 2010 | ITF Аліс-Спрингс, Австралія | Тверде   | Сема Еріка      | Елісон Бай Емелін Старр                  | 7–5, 6–1         |
| Поразка   | 10.  | 29 травня 2011  | ITF Чханвон, Південна Корея | Тверде   | Еріка Такао     | Чжань Хаоцін Чжен Сайсай                 | 2–6, 6–4, [9–11] |
| Поразка   | 11.  | 19 червня 2011  | ITF Балікпапан, Індонезія   | Тверде   | Нацумі Хамамура | Хісамі Канае Варатчая Вонгтінчай         | 3–6, 2–6         |
| Перемога  | 7.   | 10 липня 2011   | ITF Ашаффенбург, Німеччина  | Ґрунт    | Пемра Озген     | Гана Бірнерова Штефані Фогт              | 6–4, 7–6(5)      |
| Перемога  | 8.   | 7 травня 2012   | ITF Таракан, Індонезія      | Тверде   | Тіакі Окадауе   | Huỳnh Phương Đài Trang Lee So-ra         | 6–4, 7–6(4)      |
| Перемога  | 9.   | 2 липня 2012    | ITF Мідделбург, Нідерланди  | Ґрунт    | Намігата Дзюнрі | Бернісе ван де Велде Ангелік ван дер Мет | 6–3, 6–1         |
| Перемога  | 10.  | 18 лютого 2013  | ITF Мілдьюра, Австралія     | Трава    | Ксенія Ликіна   | Бояна Бобушич Емілі Веблі-Сміт           | 6–4, 6–2         |
| Перемога  | 11.  | 31 травня 2013  | ITF Градо, Італія           | Ґрунт    | Чжоу Імяо       | Вікторія Голубич Діана Марцинкевич       | 1–6, 7–5, [10–7] |
| Перемога  | 12.  | 7 червня 2013   | ITF Брешія, Італія          | Ґрунт    | Монік Адамчак   | Река Луца Яні Ірина Хромачова            | 6–4, 7–5         |
| Перемога  | 13.  | 6 жовтня 2013   | ITF Перт, Австралія         | Тверде   | Сема Еріка      | Монік Адамчак Теммі Петтерсон            | 7–5, 6–1         |
| Перемога  | 14.  | 27 жовтня 2013  | ITF Бендіго, Австралія      | Тверде   | Сема Еріка      | Монік Адамчак Олівія Роговська           | 3–6, 6–2, [11–9] |
| Поразка   | 12.  | 17 лютого 2014  | ITF Нью-Делі, Індія         | Тверде   | Сема Еріка      | Ніча Летпітаксінчай Пеангтарн Пліпич     | 6–7, 3–6         |
| Поразка   | 13.  | 31 березня 2014 | ITF Джексон, США            | Ґрунт    | Сема Еріка      | Шанель Сіммондс Маша Зец-Пешкірич        | 7–6, 3–6, [5–10] |